# Milos
Milos (græsk: Μήλος) er den sydligste græske ø i Kykladerne. Øen er på 161 km² og har 4.500 indbyggere. Den er vulkansk i oprindelse, opbygget som følge af vulkanudbrud hvor den Afrikanske Plade skød sig ind under den Eurasiske Plade. Vulkansk aktivitet ophørte for omkring 90.000 år siden.  Øens havn er resterne efter et krater. Det højeste punkt på Milos er bjerget Profitis Elias med 748 meter. 
Havnebyen hedder Adámas, hvorfra der afgang til Piræus og Santorini.
Lufthavnen Milos Airport ligger tæt på byen Zefiria, hvor der er daglig afgang med Olympic Airways til Athen.
Mest kendt er øen måske for skulpturen Venus fra Milo, der i dag befinder sig i Louvre.

## Historie
Den sorte, skinnende obsidian fundet på Milos var udgangspunkt for udviklingen af stenalderens handelsruter i Ægæerhavet. Knudepunktet var Fylakopi på Milos, og øens to stenbrud Nychia and Demenegaki.  Fylakopi udviklede sig til en af bronzealderens vigtigste græske byer med næsten sammenhængende beboelse fra 2900 til 1100 f.Kr. 
Under landsbyen Klima ligger ruinerne efter en by grundlagt af dorere fra Sparta. Kunsten blomstrede, særlig indenfor keramik, hvor især bemærkes deres amforaer (vaser).  Under perserkrigene kæmpede Milos på athensk side. Under peloponneserkrigen undlod øen at tage parti, i håb om at bevare sin uafhængighed.
Det ærgrede athenerne så meget, at de i 426 f.Kr sendte en del af flåden til Milos, i et forgæves håb om at fremtvinge en alliance. I 416 f.Kr sendte Athen igen udsendinge til Milos i det samme ærinde. Thukydid beskriver, hvordan øen blev holdt under belejring i to år, men fortsat nægtede at gå ind i det Deliske Søforbund. Til sidst tabte athenerne tålmodigheden, ødelagde byen, dræbte mændene, og solgte kvinder og børn i slaveri. Mod slutningen af peloponneserkrigen fik spartanerne Milos' befolkning hjulpet hjem til Milos og genrejst deres by. I den hellenistiske tid genvandt øen sin velstand, denne gang under de makedonske antigonider  og de egyptiske ptolemæere. 